# دیزج حسن‌بیگ
دیزج حسن‌بیگ یکی از روستاهای استان آذربایجان شرقی است که در دهستان دیزجرود شرقی بخش قلعه‌چای شهرستان عجب‌شیر واقع شده‌است.
جمعیت این روستا بر پایهٔ نتایج سرشماری عمومی نفوس و مسکن سال ۱۴۰۱خورشیدی، برابر با ۱۰۰۰ نفر بوده‌است.